# 凱里鎮區 (北卡羅萊納州韋克縣)
凱里鎮區（英語：Cary Township）是位於美國北卡羅萊納州韋克縣的一個鎮區。

## 地方資料
凱里鎮區的面積為83.92平方千米，當中陸地面積為82.34平方千米，而水域面積為1.58平方千米。根據2020年美國人口普查的數據，當地共有人口79310人，而人口密度為每平方千米945.07人。